# Ревякино (Дмитровский городской округ)
Ревякино — деревня в Дмитровском районе Московской области, в составе городского поселения Дмитров. Население — 20 чел. (2010). До 2006 года Ревякино входило в состав Настасьинского сельского округа.

## Расположение
Деревня расположена в центральной части района, примерно в 3 км западнее Дмитрова, на безымянном ручье, левом притоке Яхромы, высота центра над уровнем моря 122 м. Ближайшие населённые пункты — примыкающее на севере Настасьино и Волдынское в 300 м на восток.

## Население
| 2002 | 2006 | 2010 |
| ---- | ---- | ---- |
| 20   | ↘19  | ↗20  |